# Andreas Michelsen
Andreas Heinrich Michelsen (Hildesheim, 19. veljače 1869. -  Fallingbostel, 8. travnja 1932.) je bio njemački admiral i vojni zapovjednik. Tijekom Prvog svjetskog rata zapovijedao je zapovjedništvom torpednih čamaca, te podmorničkom flotom.

## Vojna karijera
Andreas Michelsen rođen je 19. veljače 1869. u Hildesheimu. Sin je Eduarda Michelsena i Agnes Michelsen rođene Kisker. U njemačku mornaricu stupio je kao kadet u travnju 1888. godine. Čin poručnika dostiže u travnju 1894. godine, u kapetana korvete unaprijeđen je u ožujku 1906., dok je u svibnju 1910. promaknut u kapetana fregate. Jedno vrijeme radi i kao predavač na Pomorskoj akademiji. Od listopada 1910. obnaša dužnost zapovjednika Torpednog zapovjedništva na kojoj dužnosti se nalazi do rujna 1911. godine. U siječnju 1911. promaknut je u čin kapetana bojnog broda, te je imenovan zamjenikom zapovjednika oklopnog krstaša SMS Friedrich Carl.

## Prvi svjetski rat
Na početku Prvog svjetskog rata Michelsen je imenovan zapovjednikom oklopnog krstaša SMS Prinz Adalbert. Uz navedenu dužnost od 20. travnja do 3 srpnja 1915. obnaša i dužnost načelnika stožera Izviđačkih snaga u istočnom Baltiku. U kolovozu 1915. imenovan je načelnikom stožera Vrhovnog zapovjedništva u istočnom Baltiku, da bi 14. travnja 1916. postao vrhovnim zapovjednikom torpednih čamaca (Erster Führer der Torpedobootsstreitkräfte). U tom svojstvu sudjeluje i u Jyllandskoj bitci gdje mu je zapovjedni brod bio SMS Rostock. Dana 1. lipnja 1917. imenovan je zapovjednikom podmorničkih snaga (Befehlshaber der U-Boote) koju dužnost obnaša sve do kraja rata.

## Poslije rata
Nakon potpisivanja primirja Michelsen od 12. studenog do 21. prosinca 1918. obnaša dužnost načelnika stožera Flote otvorenog mora. Nakon toga, od 22. prosinca 1918. obnaša dužnost načelnika stožera Sjevernomorskog mornaričkog područja, da bi 2. siječnja 1919. postao zapovjednikom navedenog područja. U studenom 1919. promaknut je u čin kontraadmirala, dok je čin viceadmirala dostigao u siječnju 1920. godine. U prosincu te iste 1920. godine je umirovljen. Preminuo je 8. travnja 1932. godine u 64 godini života u Fallingbostelu.

## Vanjske poveznice
(eng.) Andreas Michelsen na stranici Axishistory.com